# Анаперо-довгокрил бурий
Анапе́ро-довгокрил бурий (Lurocalis semitorquatus) — вид дрімлюгоподібних птахів родини дрімлюгових (Caprimulgidae). Мешкає в Мексиці, Центральній і Південній Америці.

## Опис
Довжина птаха становить 19-29 см, самці важать 82-89 см, самиці 79-81 г. Верхня частина тіла темно-коричнева або чорнувато-бура, поцяткована рудувато-охристими плямками. Крила темно-коричневі, поцятковані світлими плямками, білі плями на них відсутні. Хвіст коричневий, поцяткований охристими або сіруватими смужками, на кінці білуватий або охристий. Підборіддя темно-коричневе, горло біле, верхня частина грудей темно-коричнева, поцяткована світлими плямками, нижня частина грудей жовтувато-охриста, поцяткована коричневими смугами, живіт і боки охристі, поцятковані коричневими смугами. Хвіст короткий, має прямокутну форму. Крила відносно довгі, їхні кінчики виступають за кінець хвоста. Крик самця — серія посвистів "ту-іт, ту-ік", схожа на крик кулика, а також різка серія "кіт-кіт-кіт".

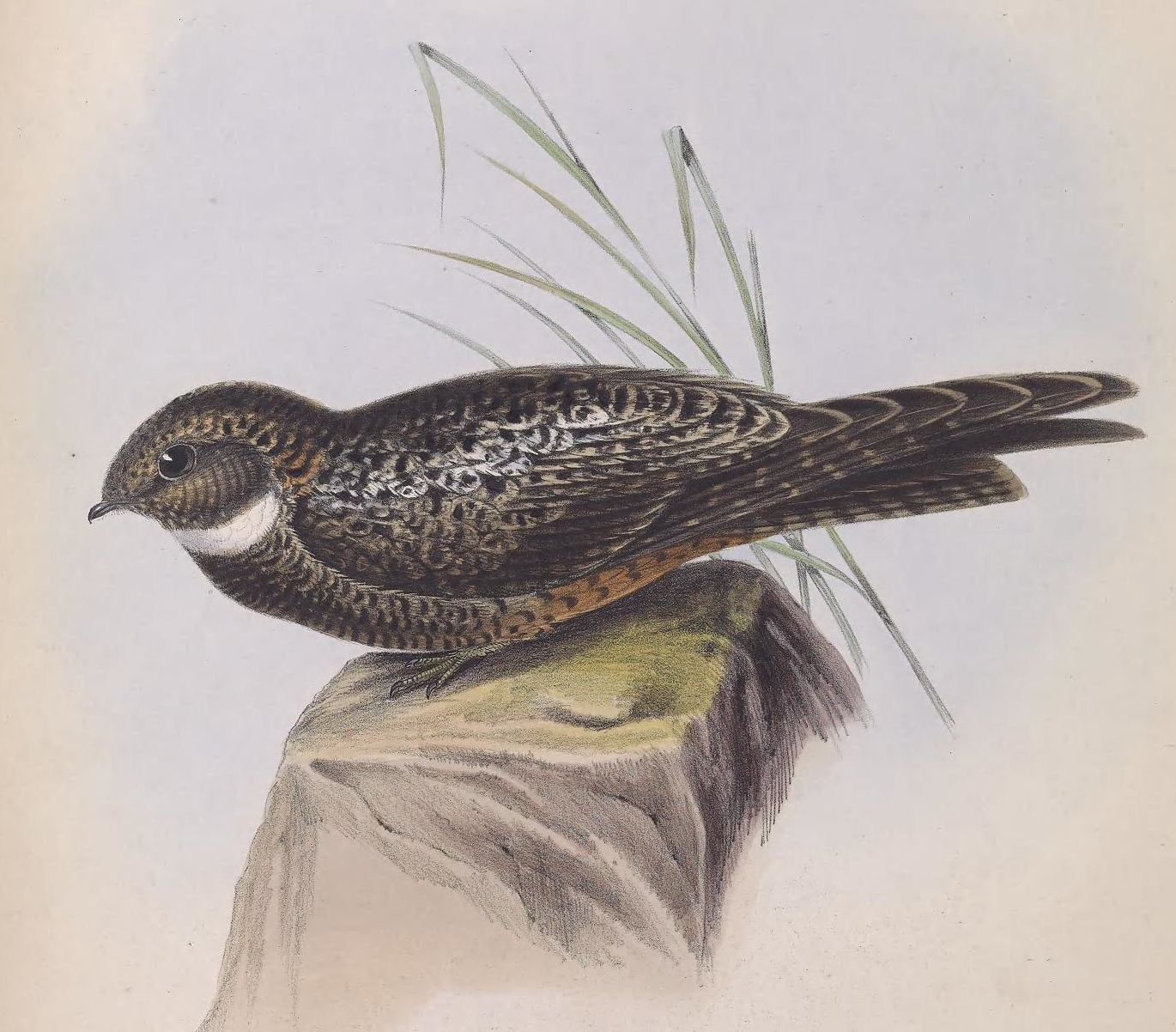
Бурий анаперо-довгокрил

## Підвиди
Виділяють чотири підвиди:
- L. s. stonei Huber, 1923 — від південно-східної Мексики до південно-західного Еквадору;
- L. s. semitorquatus (Gmelin, JF, 1789) — від північної Колумбії до Гвіани і північної Бразилії, острів Тринідад;
- L. s. schaeferi Phelps & Phelps Jr, 1952 — північна Венесуела (Арагуа);
- L. s. nattererii (Temminck, 1822) — від Амазонії (на південь від Амазонки) до північної Аргентини.

## Поширення і екологія
Бурі анаперо-довгокрили мешкають в Мексиці, Гватемалі, Белізі, Гондурасі, Нікарагуа, Коста-Риці, Панамі, Колумбії Венесуелі, Еквадорі, Перу, Болівії, Парагваї, Гаяні, Суринамі, Французькій Гвіані, Аргентині, Бразилії та на Тринідаді і Тобаго. Вони живуть у вологих рівнинних і заболочених тропічних лісах. Зустрічаються на висоті до 1700 м над рівнем моря, поодинці або парами, іноді невеликими зграями. Живляться комахами, яких ловлять в польоті, над кронами дерев. Сезон розмноження в Панамі триває з кінця січня до початку квітня, у Венесуелі з травня по червень, в Бразилії з жовтня по грудень, в Аргентині з кінця листопада по січень. Відкладають яйця просто на велику, горизонтально розташовану гілку.